# المشاركة العربية في الألعاب الأولمبية الصيفية 2004
هذه القائمة مخصصة لتوثيق مشاركة الدول العربية في الألعاب الأولمبية الصيفية 2004، حيث شارك 393 رياضياً من قرابة 10,625 في هذه الدورة من الألعاب الأولمبية الصيفية التي أُقيمت في أثينا.
شاركت جميع الدول العربية باستثناء جيبوتي، فبعدما حضر مُشاركوها الأربعة لحفل الافتتاح، انسحبوا بعد ذلك لأسباب غير معروفة.

## تألق هشام الكروج
كعادتها جاءت الإنجازات العربية متوسطة في الأولمبياد مع بعض النجاحات القليلة، لعل أبرزها تحقيق هشام الكروج ميداليتين ذهبيتين في مسافتي 1500 و5000 متر ليدخل تاريخ الأولمبياد من بابه الواسع، حيث أنه ثاني شخص في تاريخ الأولمبياد يجمع ذهبيتي هاتين المسافتين بعد الإنجاز الذي حققه العداء الفلندي بآفو نورمي الذي كان قد حقق فوزين في سباقين لنفس المسافتين خلال اولمبياد باريس عام 1924.

## عودة التألق المصري
شهد الأولمبياد عودة للتألق المصري خصوصا أن آخر ميدالية لمصر في الأولمبياد كانت تعود لسنة 1960. فحصل المصارع المصري كرم جابر على الميدالية الذهبية في المصارعة، كما أحرز كل من محمد علي رضا على فضية في الملاكمة، بالإضافة لثلاث برونزيات اثنتين منها في الملاكمة وأخرى في التايكواندو.

## أول ذهبية خليجية
شهد الأولمبياد حصول دول الخليج على أول ميدالية ذهبية في تاريخها وكانت في مسابقة الرماية عن طريق الرامي الإماراتي أحمد بن محمد بن حشر آل مكتوم في مسابقة السكيت.

## المنتخب العراقي لكرة القدم
كاد المنتخب العراقي لكرة القدم أن يحصل على الميدالية البرونزية لكرة القدم لكنه خسر في المباراة المحددة للمركز الثالث والرابع والميدالية البرونزية بنتيجة 1-0 عندما لاقى منتخب إيطاليا لكرة القدم. وقد لاقى منتخب العراق اهتماما واسعا في وسط الانتقادات للظروف الصعبة التي تمر فيها البلاد.

## أصحاب الميداليات
| الميدالية | الاسم                        | الرياضة     | المُسابقة                        | التاريخ  |
| --------- | ---------------------------- | ----------- | ------------------------------- | -------- |
| ذهبية     | أحمد بن محمد بن حشر آل مكتوم | الرماية     | الحفرة المزدوجة (دبل تراب)      | 18 أغسطس |
| ذهبية     | هشام الكروج                  | ألعاب القوى | سباق 1500 متر                   | 24 أغسطس |
| ذهبية     | هشام الكروج                  | ألعاب القوى | سباق 5000 متر                   | 28 أغسطس |
| ذهبية     | كرم جابر                     | المصارعة    | مصارعة رومانية وزن 96 كيلو غرام | 26 أغسطس |
| فضية      | حسنة بنحسي                   | ألعاب القوى | سباق 800 متر                    | 23 أغسطس |
| فضية      | محمد علي رضا                 | الملاكمة    | وزن فوق الثقيل (فوق 91 كلغ)     | 29 أغسطس |
| برونزية   | تامر بيومي                   | التايكوندو  | وزن 58 كلغ                      | 26 أغسطس |
| برونزية   | محمد السيد                   | الملاكمة    | الوزن الثقيل (- 91 كلغ)         | 28 أغسطس |
| برونزية   | ناصر الشامي                  | الملاكمة    | الوزن الثقيل (- 91 كلغ)         | 28 أغسطس |
| برونزية   | أحمد إسماعيل                 | الملاكمة    | وزن خفيف الثقيل (81 كلغ)        | 29 أغسطس |

## مراكز الدول العربية
| الترتيب | منتخب                          | ذهبية | فضية | برونزية | المجموع |
| ------- | ------------------------------ | ----- | ---- | ------- | ------- |
| 34      | المغرب (MAR)                   | 2     | 1    | 0       | 3       |
| 44      | مصر (EGY)                      | 1     | 1    | 3       | 5       |
| 50      | الإمارات العربية المتحدة (UAE) | 1     | 0    | 0       | 1       |
| 79      | سوريا (SYR)                    | 0     | 0    | 1       | 1       |

## المشاركون
كان عدد الرياضيين العرب المشاركين في الألعاب الأولمبية لسنة 2004 كالاَتي:
- مصر (97)
- الجزائر (61)
- المغرب (55)
- تونس (54)
- العراق (24)
- السعودية (16)
- قطر (15)
- الكويت (11)
- البحرين (10)
- الأردن (8)
- ليبيا (8)
- سوريا (6)
- لبنان (5)
- السودان (4)
- الإمارات العربية المتحدة (4)
- اليمن (3)
- فلسطين (3)
- جزر القمر (3)
- سلطنة عمان (2)
- الصومال (2)
- موريتانيا (2)